# Rob Morren
Rob Morren (Utrecht, 17 februari 1968 — aldaar, 16 augustus 2021) was een Nederlands kunstschilder binnen het genre art brut. Zijn œuvre kenmerkt zich door oliepasteltekeningen en linosnedes die zijn uitgewerkt middels eenkleurig geklusterde meervormige vakjes. Hiermee schilderde hij portretten, dieren, objecten, en gebouwen.  Het werk van Morren is verdeeld over collecties in het binnen- en het buitenland. In Nederland hangt werk van Morren in het Outsider Art Museum (OAM)  en de Hermitage te Amsterdam. Morren zijn werk is geëxposeerd in Londen in 2011 tijdens de tentoonstelling: Exhibition #4 van het het reizende museum The Museum of Everything en in 2017 in het Museum voor Hedendaagse kunst (MoCA) te Shanghai tijdens de tentoonstelling: Cityscapes — Sino-Dutch Outsider Art Exhibition.
| "Je werk exposeren in China, dat lukt niet elke kunstenaar." — "Heel bijzonder. Maar Rob was een échte kunstenaar. Hij wist mensen te raken met zijn werk. En hij wist zijn eigen beeldtaal te ontwikkelen, die nog steeds uniek is." — Wim Langejan en Marco Grünbauer |

## Biografie
Morren is geboren op 17 februari 1968 in Utrecht. Morren was vanaf het begin van de jaren '90 actief bij het atelier De Wijde Doelen. Het atelier is onderdeel van stichting Reinaerde te Utrecht en is gericht op het begeleiden van kunstenaars met een verstandelijke beperking. Morren werd geboren met het syndroom van Down. Morren was gefascineerd door de Egyptische farao's, diverse van zijn werken hebben een link met het Oude Egypte. Tevens was hij een groot fan van Michael Jackson. 
Morren had moeite met ruimtelijk inzicht, doordat hij geen diepte zag, waardoor hij op een strak grid zijn werken vervaardigde. Hij hechtte veel waarde aan structuur, dit is terug te zien in zijn kunst, maar zo was ook zijn werkplek ingericht, aldus De Wijde Doelen-begeleider: Marco Grünbauer. Morren was continu bezig om zijn omgeving te ordenen en overzichtelijk te houden. Morren is overleden op 16 augustus 2021, de doodsoorzaak is niet bekendgemaakt. Rob Morren is 53 jaar oud geworden.

## Trivia
- Morrens lino Beatrix vormde het voorblad van het halfjaarlijkse kunsttijdschrift Out of Art; eerste editie van 2012.[3]
- Begeleider Marco Grünbauer heeft de wens uitgesproken eenmalig Morren te eren met een expositie in Utrecht. Op 2 september 2021 heeft PdvA-raadslid Ilse Raaijmakers vragen gesteld tijdens het vragenuur van de Utrechtse raadsvergadering om te peilen of de raad bereid zou zijn om stichting Reinarde financieel en facilitair te helpen een expositie van Morrens werk te realiseren.[10] Wethouder Anke Klein heeft in antwoord op deze vragen aangegeven de mogelijkheden hiervoor te onderzoeken.[11] De expositie behoeft dan wel een locatie en subsidie.
- Morrens kunstwerken Totempalen, Flamenco dansen, Toetanchamon, en Panter zijn op 19, 25, en 30 december 2024 geprojecteerd op de Domtoren in het project Kleur de stad van kunstcollectief Mr. Beam waarin de werken van diverse Utrechtse kunstenaars op gebouwen werden geprojecteerd in het centrum van Utrecht.[12][13][14]